# Sénarmontite
La sénarmontite /senaʁmɔ̃ˈti.te/ è un minerale, un ossido di antimonio.
Il nome deriva da Henri Hureau de Sénarmont (6 settembre 1808 - 30 giugno 1862), geologo e mineralogista francese.
Descritta per la prima volta da James Dwight Dana (1813–1895) mineralogista, zoologo e geologo statunitense, nel 1851.

## Abito cristallino
Ottaedri lunghi fino a tre centimetri.

## Origine e giacitura
La genesi è secondaria, come prodotto di alterazione dell'antimonio. Ha paragenesi con kermesite, stibnite, valentinite e cervantite.

## Forma in cui si presenta in natura
In cristalli e aggregati granulari piuttosto massivi.

## Caratteri fisico-chimici
È dimorfo con l'arsenolite. Facilmente solubile in HCl; in tubo chiuso fonde e sublima parzialmente. Sul carbone dà una patina bianca. Gli ottaedri sono confondibili con quelli della fluorite, ma questi ultimi hanno una più bassa densità e non sono così solubili in HCl.

## Località di ritrovamento
I cristalli più grandi sono quelli di Gebel Hamimat, in Algeria; si trova anche a Pernek e a Dubrava, nella Repubblica Ceca; a South Ham, in Canada e a Baia Sprie, in Romania.
In Italia, insieme ad antimonite, è stata trovata a Procchio (isola d'Elba) e anche nella miniera Nieddoris, a Fluminimaggiore, in provincia di Cagliari.